# Balsa del Pulguer
Balsa del Pulguer este o arie protejată (arie specială de conservare — SAC, sit de importanță comunitară — SCI) din Spania întinsă pe o suprafață de 304,07 ha, integral pe uscat.

## Localizare
Centrul sitului Balsa del Pulguer este situat la coordonatele 42°03′21″N 1°42′34″W / 42.0558°N 1.7094°V.

## Înființare
Situl Balsa del Pulguer a fost declarat sit de importanță comunitară în martie 1999 pentru a proteja 28 de specii de animale. Situl a fost protejat și ca arie specială de conservare în noiembrie 2016.

## Biodiversitate
Situată în ecoregiunea mediteraneană, aria protejată conține 11 habitate naturale: Tufărișuri halofile mediteraneene și termo-atlantice (Sarcocornetea fruticosi), Pseudostepă cu ierburi și specii anuale de Thero-Brachypodietea, Vegetație gipsofilă iberică (Gypsophiletalia), Salicornia și alte specii anuale care populează regiunile mlăștinoase și nisipoase, Lacuri eutrofice naturale cu vegetație de tip Magnopotamion sau Hydrocharition, Pajiști umede mediteraneene cu ierburi înalte de Molinio-Holoschoenion, Tufărișuri halo-nitrofile (Pegano-Salsoletea), Lande oro-mediteraneene cu formațiuni endemice de grozamă, Galerii și tufărișuri riverane sudice (Nerio-Tamaricetea și Securinegion tinctoriae), Stepe sărăturate mediteraneene (Limonietalia), Pășuni mediteraneene udate de apa mării (Juncetalia maritimi).
La baza desemnării sitului se află mai multe specii protejate:
- păsări (26): fluierar de munte (Actitis hypoleucos), rață sulițar (Anas acuta), rață pitică (Anas crecca), rață mare (Anas platyrhynchos), fâsă-de-câmp (Anthus campestris), stârc cenușiu (Ardea cinerea), stârc roșu (Ardea purpurea), rață-cu-cap-castaniu (Aythya ferina), rața moțată (Aythya fuligula), buhai de baltă (Botaurus stellaris), ciocârlie-cu-degete-scurte (Calandrella brachydactyla),  prundaș gulerat mic (Charadrius dubius), Chersophilus duponti, barză albă (Ciconia ciconia), erete de stuf (Circus aeruginosus), erete vânăt (Circus cyaneus), lișiță (Fulica atra), Galerida theklae, stârc pitic (Ixobrychus minutus), rață fluierătoare (Mareca penelope), rață pestriță (Mareca strepera), ciocârlie de bărăgan (Melanocorypha calandra), stârc de noapte (Nycticorax nycticorax), Spatula clypeata, nagâț (Vanellus vanellus), Zapornia pusilla
- mamifere (2): vidră de râu (Lutra lutra), nurcă (Mustela lutreola)

Pe lângă speciile protejate, pe teritoriul sitului au mai fost identificate 3 specii de plante, 1 specie de păsări, 3 specii de amfibieni, 1 specie de mamifere.